# Val Piumogna

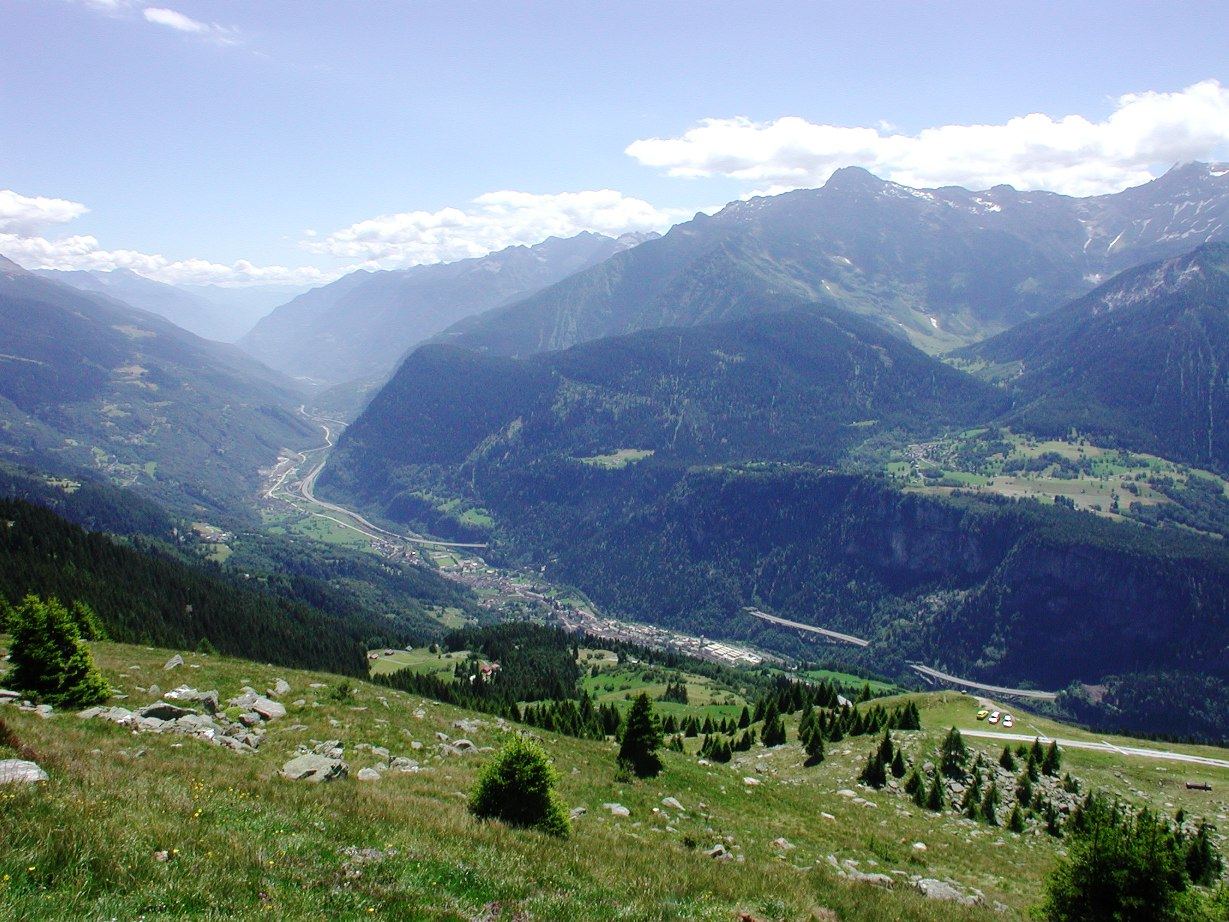
Rechts oben das Val Piumogna mit Dalpe vor den Tessiner Alpen (Pizzo Forno)

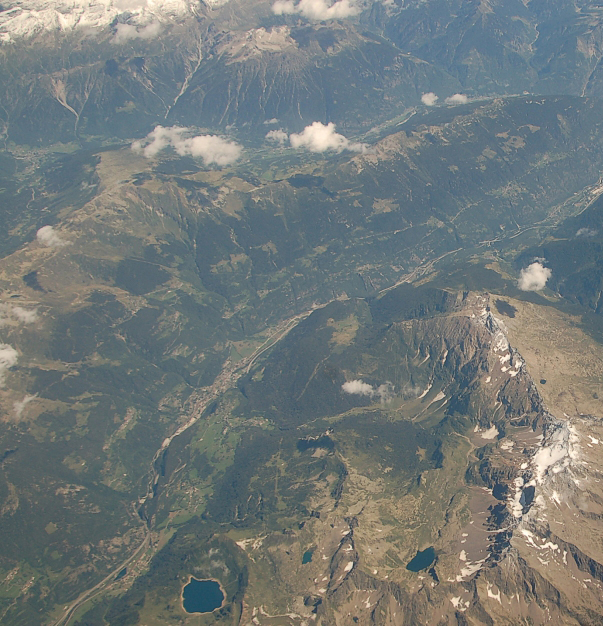
Das Tal rechts in der unteren Bildhälfte mit Lago di Morghirolo, Tessiner Alpen (Luftbild)

Das Val Piumogna ist ein kleines rechtes Seitental des Valle Leventina im Kanton Tessin in der Schweiz.

## Geographie
Ein grosser Teil des Tals liegt auf dem Gemeindegebiet von Dalpe. Dalpe liegt mit seinem Ortsteil Cornone am Taleingang auf 1192 m ü. M. Der obere Teil des Val Piumogna liegt auf dem Gemeindegebiet von Faido.
Das Tal ist von hohen Bergen umgeben wie dem Pizzo Campo Tencia (3072 m ü. M.), dem Pizzo Penca (3038 m ü. M.) und dem Pizzo Forno (2907 m ü. M.). Im oberen Teil des Val Piumogna befindet sich die auf 2140 Meter gelegene Capanna Campo Tencia.
Durch das Tal fliesst die Piumogna. Die Quelle des Flusses liegt wenig oberhalb des Lago di Morghirolo, einem Bergsee am oberen Ende des Tals. Südlich von Dalpe bildet die Piumogna einen ersten eindrucksvollen Wasserfall, welcher auch vom Dorf aus sichtbar ist. Unterhalb des Dorfes fliesst der Bach durch eine Schlucht und bildet schliesslich einen letzten Wasserfall bei Faido, kurz bevor er in den Fluss Ticino mündet.
Das Val Piumogna ist bei Wanderern und Bergsteigern beliebt, da es Ausgangspunkt für verschiedene Touren ist.

## Geschichte
Am linken Hang des Val Piumogna befand sich früher am Fuss des Pizzo del Lambro auf 1350 Meter das Dörfchen Piumogna, das ein Maiensäss von Dalpe war. Gegen Ende des 19. Jahrhunderts bildete sich jedoch am instabilen Hang des Pizzo del Lambro ein Bergsturz, welcher die Häuser Piumognas allmählich verschüttete. Heute bleiben vom Dorf nur wenige Gebäude übrig, die als Ferienhäuser genutzt werden.
Die Kirche von San Giovanni, welche vom Bergsturz verschont geblieben war, befand sich in einem schlechten Zustand und wurde 1978 gesprengt. An ihrer Stelle wurde weiter talaufwärts eine neue Kapelle gebaut. In den 60er-Jahren wollte man bei Piumogna einen Staudamm bauen und so das ganze Tal überfluten. Das Projekt wurde jedoch nicht weiter verfolgt, da die Hänge vom Pizzo del Lambro nicht stabil genug sind.
Das Wasser der Piumogna wurde bereits Ende des 19. Jahrhunderts zur Stromerzeugung genutzt. Das Kraftwerk Piumogna wurde 1889 gebaut und diente hauptsächlich der Beleuchtung von Faido. Es war das erste Kraftwerk im Kanton Tessin und das vierte Elektrizitätswerk in der Schweiz. Die Anlage war bis 1931 in Betrieb, dann wurde sie stillgelegt und das Wasser zum Kraftwerk Piottino in Lavorgo geleitet. Seit dem Jahr 2000 wird das Wasser der Piumogna oberhalb von Dalpe gefasst und in einem von der Gemeinde errichteten Kleinkraftwerk mit einer Leistung von 1 MW verwertet.
Älter ist die Nutzung des Wassers als mechanische Arbeitskraft. In Dalpe und Faido nutzten Sägereien das Wasser, in Faido betrieb ab 1870 Antonio Cattaneo, der Gründer des Güterwagenherstellers Ferriere Cattaneo, ein Gesenkschmiedehammer, das Unternehmen zog aber 1932 nach Giubiasco.